# Compagnie des Messageries Aériennes

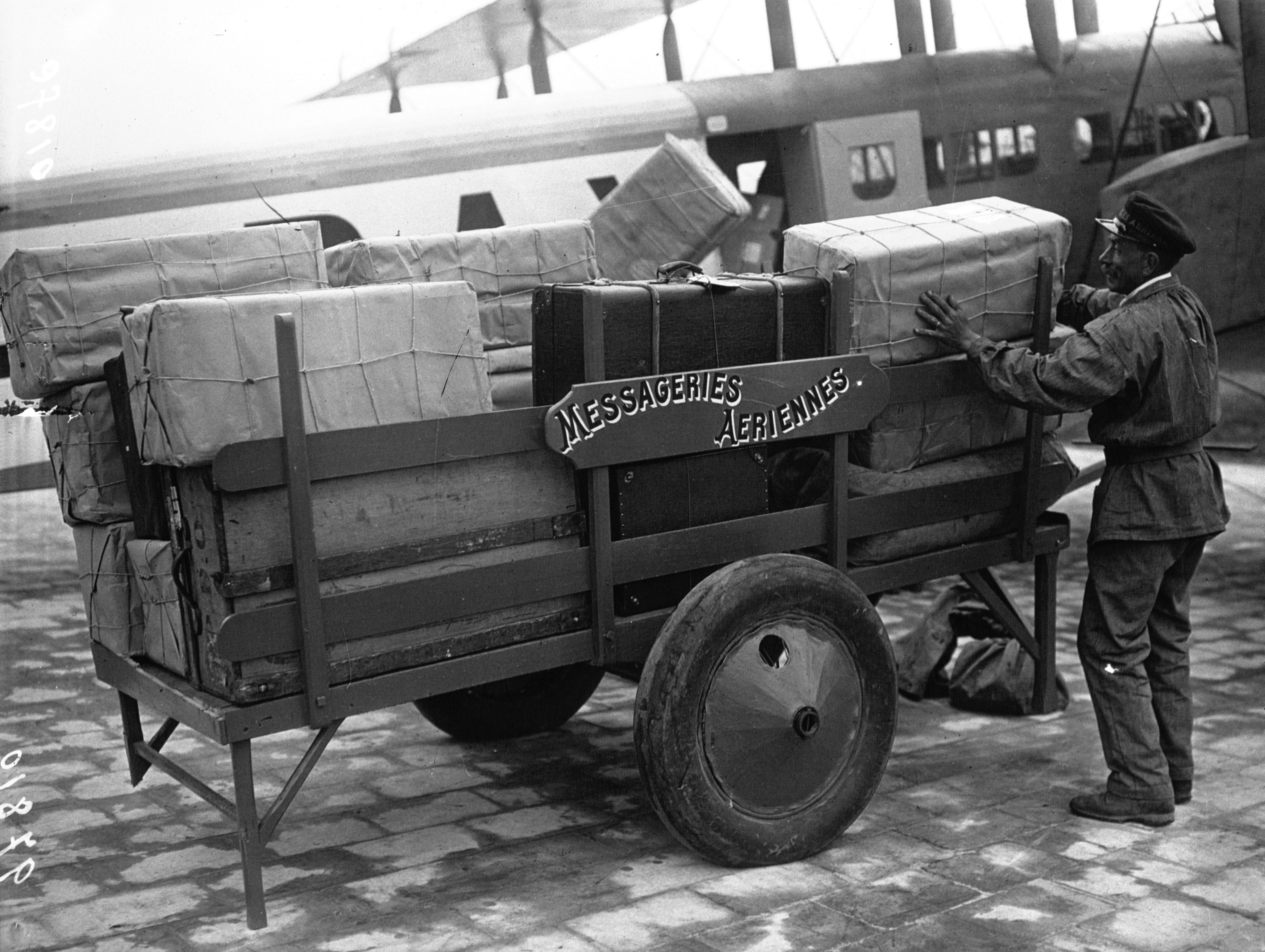
Вантаження багажу на літак авіакомпанії в аеропорту Ле-Бурже, 1922 рік

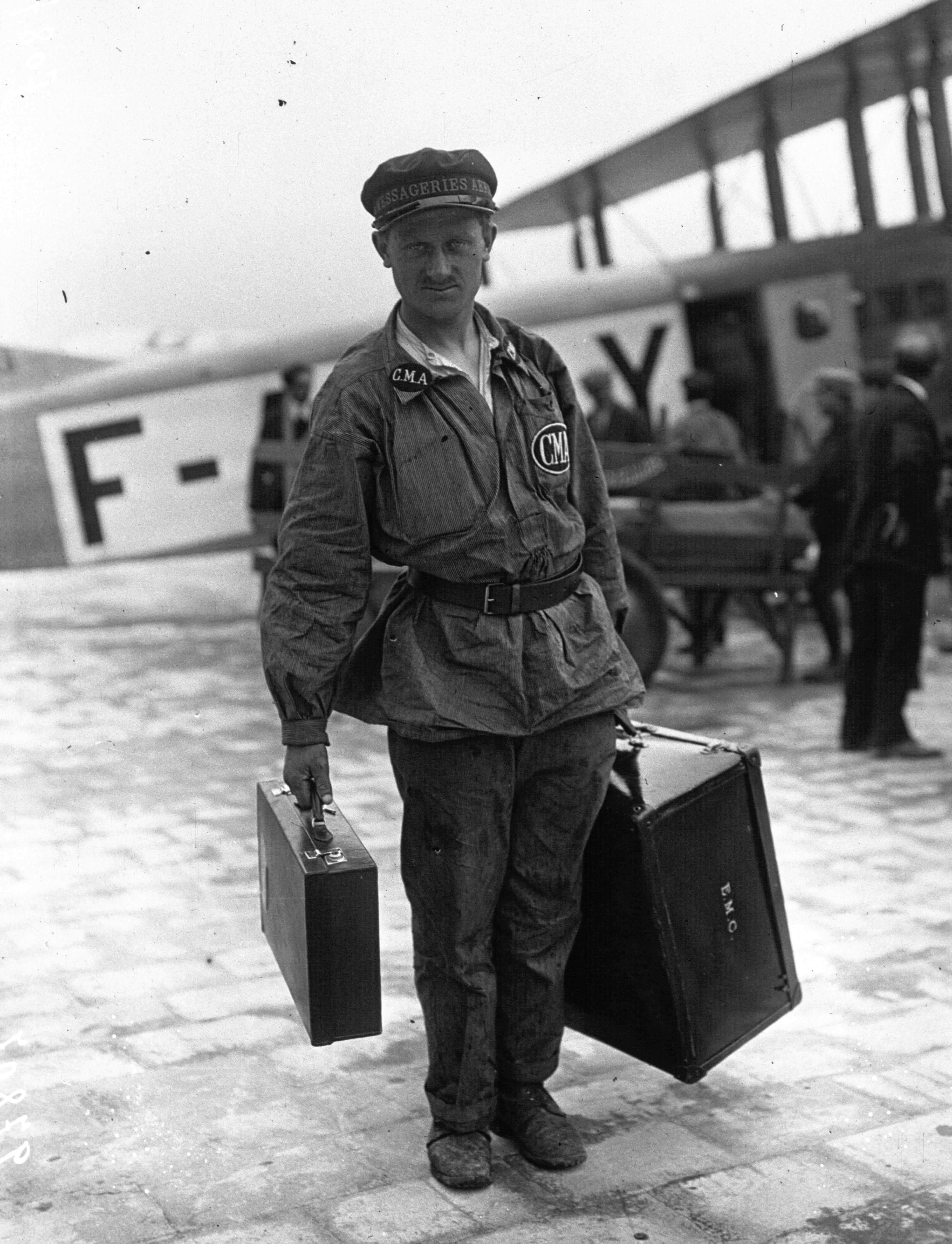
Вантажник багажу у формі авіакомпанії, аеропорту Ле-Бурже, 1922 рік

## Історія
Компанія була заснована в лютому 1919 року Шарлем Луї Бреге, Луї Блеріо і Луї Рено. 18 квітня того ж року авіакомпанія відкрила свій перший маршрут між аеропортом Ле-Бурже (Париж) і аеропортом Лілля, за яким здійснювалися пасажирські, вантажні та поштові авіаперевезення на переобладнаних військових літаках Breguet 14. У серпні 1919 року компанія представила ще один регулярний маршрут з Ле-Бурже у Брюссель (Бельгія), а 19 вересня — третє напрям між Ле-Бурже і Лондоном.
1 січня 1923 року Compagnie des Messageries Aériennes об'єдналася з іншим французьким перевізником Grands Express Aériens з утворенням укрупненої авіакомпанії Air Union.

## Флот
- Breguet 14 (2 пасажира)
- Farman F. 60 Goliath (12 пасажирів) — 15 од.
- Blériot-SPAD S. 27 (2 пасажира) — 10 од.
- Blériot-SPAD S. 33 (5 пасажирів) — 15 од.

## Авіаподії
- 15 березня 1923 року. Літак Farman F. 60 Goliath (реєстраційний F-AEIE) при посадці в аеропорту Кройдон викотився за межі злітно-посадокової смуги і зачепив будівлю. Пізніше повітряне судно було відновлене і продовжило роботу в авіакомпанії[4].
- 3 грудня 1923 року. Farman F. 60 Goliath (реєстраційний F-AEIF) розбився біля Літтлстоуна (графство Кент, Велика Британія)